# Jeruzalém ze zlata
Jeruzalém ze zlata (hebrejsky: ירושלים של זהב, Jerušalajim šel zahav, IPA: [jəʀuʃa'lajim ʃɛlza'hav]), přesněji „Jeruzaléme ze zlata“, je populární izraelská píseň napsaná Na'omi Šemerovou v roce 1967.
Píseň byla jednou z nejúspěšnějších písní hudební kariéry autorky a je považována za jednu z nejpopulárnější písní jak mezi izraelskou veřejností, tak mezi diasporními Židy. Je považována za neoficiální druhou izraelskou hymnu.

## Historie

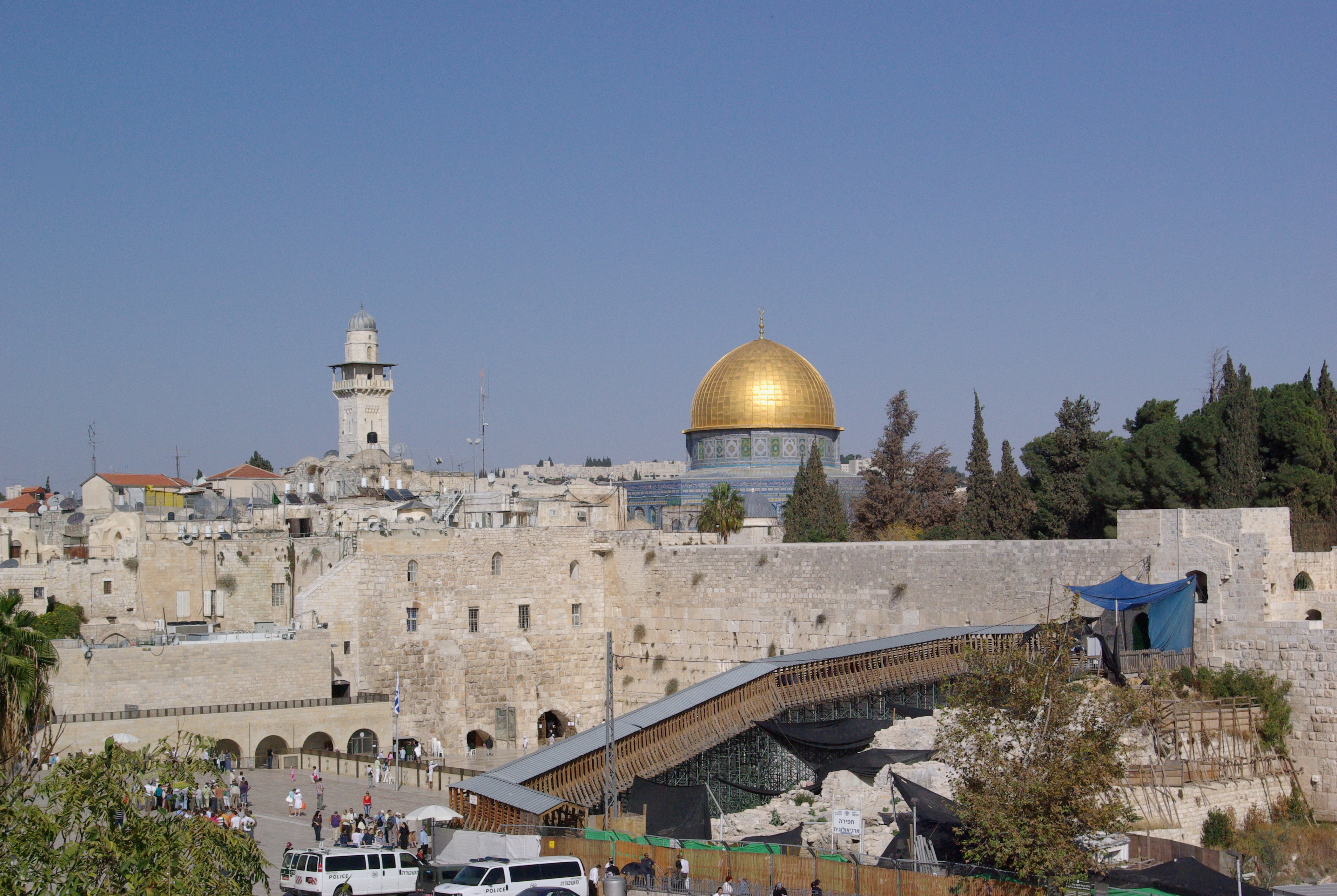
Západní zeď a Chrámová hora

Původní skladbu napsala Šemerová pro Izraelský hudební festival, který se konal 15. května 1967 při příležitosti 19. výročí nezávislosti Izraele. Jako zpěvačku pro píseň na festivalu si vybrala do té doby neznámou Šuli Natanovou.
V té době bylo Staré Město pod jordánskou nadvládou a Židé zde nesměli žít, nesměli navštěvovat posvátná místa a mnoho svatých míst bylo znesvěceno. Jen tři týdny po zveřejnění písně vypukla Šestidenní válka. Píseň se stala válečným pokřikem a motorem morálky izraelských vojáků. Šemerová ji dokonce pro ně ještě před festivalem zazpívala, takže se stali jedněmi z prvních posluchačů písně. 7. června dobyly jednotky Izraelských obranných sil východní část Jeruzaléma a Staré Město.
Když Šemerová uslyšela výsadkáře u Západní zdi zpívat Jeruzalém ze zlata, přepsala závěrečné verše druhé sloky, které jsou připomínkou šófarů troubících u Chrámové hory v den dobytí Jeruzaléma.
Píseň byla volně přeložena do mnoha jazyků. V Izraeli byla v roce 1967 zvolena písní roku.

## Pozadí vzniku
Mnohé části textů odkazují na tradiční židovská témata a poezii. „Jeruzalém ze zlata“ je odkazem na zvláštní šperk, který je zmíněn ve slavné talmudické legendě o rabi Akivovi. Nazýval se tak diadém, který věnoval své ženě Ráchel. „Jsem houslemi všech tvých písní“ je část básně rabi Jehudy ha-Leviho. „Město, které sedí osamělé“ je odkaz na biblickou knihu Pláč (Pl 1, 1 (Kral, ČEP)). "Jestli na tebe zapomenu, Jeruzaléme" je z žalmu 137 (Ž 137, 5 (Kral, ČEP)).
V květnu 2005 bylo po smrti Na'omi Šemerové odhaleno, že značná část melodie byla založena na baskické ukolébavce Pello Joxeppe (Petr Josef) složené Juanem Franciscem Petriarenou „Xenpelarem“ (1835-1869), kterou Šemerová slyšela při vystoupení zpěváka Paco Ibañeze, který v roce 1962 navštívil Izrael a zpíval tuto píseň pro skupinu, jejímiž členkami byly i Na'omi Šemerová a Nechama Hendel. Šemerová přiznala, že s Hendel slyšela vystoupení Pello Joxepe v polovině 60. let. Řekla rovněž, že melodii Jeruzalém ze zlata založila na melodii ukolébavky nevědomě, a že se cítila velmi špatně, když zjistila, že tak učinila. Paco Ibañez byl posléze dotázán, jak se cítil, když uslyšel píseň Na'omi Šemerové, která je z velké části založena na melodii ukolébavky Pello Joxepe. Odpověděl, že byl velmi poctěn tím, že se rozhodla využít právě tuto melodii pro píseň oslavující Jeruzalém.